# Peripsychoda lippa
Peripsychoda lippa és una espècie d'insecte dípter pertanyent a la família dels psicòdids.

## Descripció
- Femella: ulls separats per 7 facetes de diàmetre; sutura interocular feble i arquejada; vèrtex 3 vegades l'amplada del pont ocular i amb els costats uniformement arrodonits; front amb una àrea triangular pilosa, la qual s'estén fins a la sutura; palp núm. 1 una mica engrandit; antenes de 0,61 mm de llargària i amb l'escap curt, però una mica més llarg que el pedicel; ales d'1,47 mm de longitud i 0,55 mm d'amplada, i amb la vena subcostal unida a R1; fèmur més llarg que la tíbia; placa subgenital acabada en un parell de lòbuls arrodonits i amb la cara interna de perfil rectangular; espermateca de color marró fosc i lleugerament reticulada sobre la major part de la seua superfície.
- El mascle no ha estat encara descrit.[3]

## Distribució geogràfica
És un endemisme de Nova Guinea.